# Alaksandr Czykileu
Alaksandr Sciapanawicz Czykileu (biał. Аляксандр Сцяпанавіч Чыкілеў, ros. Александр Степанович Чикилев, Aleksandr Stiepanowicz Czikilew; ur. 2 sierpnia 1949 w Żłobinie) – białoruski inżynier kolejnictwa i polityk, w latach 2008–2012 deputowany do Izby Reprezentantów Zgromadzenia Narodowego Republiki Białorusi IV kadencji.

## Życiorys
Urodził się w 2 sierpnia 1949 roku w mieście Żłobin, w obwodzie homelskim Białoruskiej SRR, ZSRR. Ukończył Białoruski Instytut Inżynierów Transportu Kolejowego, uzyskując wykształcenie inżyniera budownictwa. Odbył służbę wojskową w szeregach Armii Radzieckiej. Następnie pracował jako inżynier w biurze projektowo-szacunkowym, główny dyspozytor, starszy brygadzista, zastępca kierownika mobilnej kolumny zmechanizowanej (PMK), kierownik zarządu produkcyjno-technologicznego wykonawstwa Przedsiębiorstwa Budowlano-Montażowego Nr 27 w Homlu, zastępca zarządzającego, główny inżynier Przedsiębiorstwa Budowlano-Montażowego Nr 40 w Żłobinie, główny inżynier – pierwszy zastępca generalnego dyrektora Leasingowego Produkcyjnego Budowlano-Montażowego Zjednoczenia „Gomielpromstroj”, generalny dyrektor spółki „Gomielpromstroj”.
27 października 2008 roku został deputowanym do Izby Reprezentantów Zgromadzenia Narodowego Republiki Białorusi IV kadencji z Homelskiego-Jubileuszowego Okręgu Wyborczego Nr 31. Pełnił w niej funkcję członka Stałej Komisji ds. Polityki Mieszkaniowej, Budownictwa, Handlu i Prywatyzacji. Od 13 listopada 2008 roku był członkiem Narodowej Grupy Republiki Białorusi w Unii Międzyparlamentarnej.

## Odznaczenia
- Medal „Za Zasługi w Pracy”;
- Medal Jubileuszowy „60 Lat Zwycięstwa w Wielkiej Wojnie Ojczyźnianej Lat 1941–1945”;
- Odznaka „Honorowy Budowniczy”;
- Tytuł „Załużony Budowniczy Republiki Białorusi”;
- Gramota Pochwalna Zgromadzenia Narodowego Republiki Białorusi[1].

## Życie prywatne
Alaksandr Czykileu jest żonaty, ma syna.